# Los Belking's
Los Belking's es una banda de rock instrumental peruana que fusionó el rock con el jazz y ritmos latinos y caribeños.

## Historia
En enero de 1963 Wilfredo Sandoval Moreno había formado la banda con Willie Nieses en el teclado, Alberto Sánchez, Jorge Mosqueira y Jorge Sánchez quienes no siguieron ante los esfuerzos que demandaba la actividad para dar paso a la siguiente etapa.
En agosto de 1964 se conocieron los guitarristas Wilfredo Sandoval y Raúl Herrera. Wilfredo había invitado a músicos de la estudiantina del Colegio Nacional Melitón Carvajal a tocar en su casa y fueron un saxofonista de apellido Belleza y un baterista cuyo nombre no es conocido. Con ellos llegó Raúl Herrera, quien finalmente fue el que acompañó a Wilfredo en sus ideas musicales hasta hoy: 53 años transcurridos.
Fue entonces cuando fue invitado a la batería Fernando Noriega (lo apodaban Colectivo y también le decían Colia), quien pronto desertó pero presentó a su primo Kiko La Serie Alfredo Rosales. A su vez, este presentó a Nico (de padres chinos) como bajista, así que con Wilfredo Sandoval y Raúl Herrera armaron la siguiente formación, que tenía como vocaista a Ernesto Reinaldi, un amigo de Wilfredo en el barrio de Lince.
La banda hizo su debut en una matinal en el Cine Riva Agüero (en el distrito de El Agustino) y se presentaron varias noches en un night club llamado Tábaris, haciendo covers de The Ventures, los Teen Top, Jerry and the Pacemaker. Sin embargo este ambiente bohemio hizo que los guitarristas Wilfredo Sandoval y Raúl Herrera, de 15 años, se alejaran de la base rítmica (baterista).
Luego Wilfredo formaría una nueva alineación del grupo con Raúl Herrera, Emilio Zavala quien cantaba temas de Animals, Dave Clark Five. Emilio Zavala, a causa de su ingreso a la universidad Nacional de Ingeniería deja el canto y presenta a Daniel Rosario en la voz, José Olivera, en el bajo, (apodado Magoo por sus gruesas gafas), (quien vivía a media cuadra de la casa de Pancho Guevara, baterista de Los Saicos, en Lince) y en batería a un joven de origen japonés llamado Walter Aray Nozawa.
En el verano de 1965 la banda hizo su primera gira a provincia, visitando la ciudad de Tarma durante los carnavales, para lo que se presentó en programas de radio de esa localidad. 
A su regreso de la gira comenzaron a aparecer en el show de Sergio, conducido por el discjockey Sergio Vergara, primero en Radio Victoria y luego en la televisión. Durante dos meses sus visitas fueron constantes. En cierta oportunidad acompañaron al cantante brasileño Sergio Murillo. También se presentaron con el grupo Los 007.
A comienzos de 1966 José "Magoo" Olivera fue reemplazado por Jerry Lam (nacido en Hong Kong pero ciudadano inglés). 
Tras un exitoso concierto en una matinal del Cine Ídolo de Pueblo Libre se les acercó Gustavo Galliani Díaz para ser su representante. La primera sugerencia de Galliani fue recomendarles que se volvieran únicamente un grupo instrumental.
En noviembre de 1966 El Virrey, a través de su jefe de promoción y también discjockey Víctor Cáceres Fuentes organizó un concurso en el Cine Tauro. La banda que ganara podría grabar un disco de 45 RPM con la casa discográfica,y los que ganaron fueron Los Belking's. En diciembre de ese mismo año terminaron el colegio y empezaron sus primeras grabaciones, constituidas por cuatro 45s compuestos únicamente por versiones.
En enero de 1967, mientras se preparaban para postular a la universidad, Los Belking’s sacaron a la venta su primer 45, que contenía las canciones "El Guasón" y "La Playa". Tras el éxito del primer 45 volvieron al estudio para un segundo 45, con las canciones "Negro es negro" y "Tema para jóvenes enamorados", este último tema era una composición original de Bruce Welch, de Los Shadows. Su versión, con creativos arreglos de su propia cosecha, se convirtió en un suceso local.
En abril de 1967 Wilfredo obtuvo nuevos instrumentos debido a que empezó a trabajar en una casa importadora de partes y piezas de radio, tras de lo cual el grupo grabó su tercer y su cuarto disco de 45 r. p. m. "Empujando fuerte"/"La pipa de la paz" y "Tesis psicodélica"/"El amor es triste". En ninguna de estas grabaciones hubo intromisión de El Virrey, que les dio libertad creativa mientras siguieran teniendo éxito y les ofreció la posibilidad de grabar un primer LP de manera inmediata.
El LP El sonido de los Belking's, grabado a mediados de 1967, contiene las tres canciones de Andrés Roque que Wilfredo escuchó cuando lo conoció y los primeros temas propios registrados por el grupo. Del material de Andrés Roque destaca "Bólido de Fuego" e "Ilusiónate Chica". Raúl Herrera, por su parte, es el autor de cuatro temas: "Te Vi Llorar", "Campo de Concentración", "R.C.M.", y "Quién Vive". Esta última canción comienza con Walter Aray gritando el título. Wilfredo Sandoval firmó únicamente la dramática "Condenado a Muerte". El disco incluye también una regrabación más lenta de su clásico "Tema para Jóvenes Enamorados" y versiones de "Hojas Muertas", "Autopista" y "Feliz a tu Lado". Esta última es una canción se sabría después su origen norteamericano, y es una respuesta a un tema instrumental que habían grabado Los Doltons en su primer LP. Las voces en "Feliz a tu Lado" son de Jerry Lam Cam y Walter Aray Nozawa, en una de las escasas intervenciones de la voz humana en un disco de Los Belking's.
El LP fue un suceso de ventas. Tuvo un primer tiraje de 10,000 ejemplares en el primer mes y la casa discográfica aprovechó el tirón para editar un 45 con canciones extraídas del disco: Bólido de Fuego/Hojas Muertas. El grupo fue solicitado por todo el mundo, hasta el punto de agotar a sus integrantes con tanta matinal, presentación en locales y en programas de canal 4. Por esos días también aceptaron una propuesta de Gustavo Galliani Díaz y grabaron un 45 con Kela Gates. El sencillo estaba constituido por Néctar de verano (original de Nancy Sinatra) y "Te alcanzaré", ambas letras adaptadas al castellano sobre las originales.
A fines de 1967 Jerry Lam Cam se retiró del grupo para formar Los Dragones junto al antiguo vocalista Daniel Rosario, su primo David Lam, y su hermano recién llegado de Hong Kong. 
Los Belking's cubrieron su puesto con Luis Pacora Rojas, un ex 007 al que habían conocido dos años atrás.
Lucho Pacora se integró rápidamente a la banda, que ya tenía contrato para grabar un segundo disco. La prensa y el público habían puesto bastantes esperanzas en el grupo, así que Gustavo Galliani Díaz les sugirió que colaboraran con la Orquesta Sinfónica Nacional para el LP que estaban a punto de grabar. Su segundo LP, editado en 1968 y llamado simplemente "Los Belking's" está constituido por nueve temas propios y tres versiones, dos de ellas instrumentaciones de temas originalmente cantados y fueron grabados con la Orquesta Sinfónica Nacional.
Poco después grabaron su segundo 45 con Kela Gates, contenía los temas Al maestro con cariño y Loca por un loco.
A principios de 1969 lanzaron su tercer LP: Los Fabulosos Belking's, constituido por siete canciones propias y cinco covers (cuatro de los cuales eran originalmente cantados), que dejó un sabor amargo en los miembros de la banda, que no se sentían satisfechos con los resultados. Nuevamente desertó la base rítmica y en verano de 1969 Raúl y Wilfredo se quedaron nuevamente solos, pero no dudaron en encerrarse en el estudio y volvieron a grabar "Tal Como tú Eres" y "Okinawa 2000".
A fines de 1969 en el Perú los músicos sintieron que una época estaba concluyendo, cuando gobernaba el general Velasco Alvarado.
Tras algunos meses de ensayos, la nueva formación de Los Belking's grabó en 1970 un miniplay homónimo con seis canciones: Atájame, Sentimientos, Sendas de Amor, Let Me, Triste Soledad y Charly. Se nota con claridad su interés por la fusión con ritmos latinos. Contaron con la colaboración de Víctor Cuadros en los arreglos y Las Midens en los coros. 
A finales de 1972 Wilfredo , quien había tenido problemas con la columna, ya podía caminar con las debidas precauciones. Con ganas de volver a hacer música se unió nuevamente con Raúl Herrera y contrató con su dinero unas cuantas horas de grabación en los estudios de Grabación de El Virrey, convirtiéndose en algo insólito para la época: un productor independiente. De estas sesiones quedarían las canciones "Popeye el Leñador" y "Sinfonía para una Mañana" (bella melodía con influencias brasileñas), luego incluidas en su disco de 1973. En el estudio contaron nuevamente con la colaboración de los hermanos Barreda en la base rítmica. 
Al saber El Virrey que Los Belking's se habían vuelto a juntar y estaban grabando, los llamó para entablar negociaciones y ver la posibilidad de sacar a la venta un nuevo LP. 
Todo estaba muy bien, pero si Los Belking's volvían a juntarse necesitaban nuevo bajista y baterista, ya que los hermanos Barreda sólo estaban colaborado con ellos para la grabación de dos temas, y necesitaban músicos para volverse a presentar en vivo. Es así que incorporaron a Freddy “Puro” Fuentes Aranda, antiguo vecino de "Liverpool chico" y miembro de La Nueva Cosecha y en el bajo incorporaron a Juan Carlos Cubas.
Poco antes de grabar el LP Ayer y Hoy, fueron a Cuzco, contratados para tocar en un colegio de la ciudad. La prohibición de tocar era para los cines, pero no para las aulas de un colegio.
Inspirados por el ambiente de la ciudad imperial, compusieron un tema con ciertos aires andinos: "Oriundo Capitán". Los arreglos del LP Ayer y Hoy son obra de Víctor Cuadros. Incluyeron también la canción "Años Cruentos", un potpurrí de sus canciones más conocidas con una narración en la voz de Gerardo Manuel. La primera escena del rock en el Perú había desaparecido repentinamente y sólo daba sus últimos y brillantes estentores. Raúl y Wilfredo optaron por dejar la banda en un suspenso que al final duró treinta años.
Finalmente, llegan a grabar un 45 para el sello IMSA, con los temas Nieves, picos y valles, con aires autóctonos y charango; y al otro lado una versión del bolero "El reloj" que también fue editado en Bolivia.
En el 2003 el sello español Nuevos Medios editó una compilación de Los Belking's titulada Instrumental Waves, que tuvo un éxito internacional inesperado. 
El grupo regresó a los escenarios y retomó el trabajo donde lo había dejado.

## Discografía

### Álbumes de estudio
- El Sonido de Los Belking's (El Virrey, LP) (1967)
- Los Belking’s (El Virrey, LP) (1968)
- Los Fabulosos Belking's (El Virrey, LP) (1969)
- Kela Gates y Los Belking's (El Virrey, LP) (1969)
- Los Belking's (El Virrey, EP) (1970)
- Ayer y Hoy (El Virrey, LP) (1973)

### Recopilatorios
- Lo Mejor De (El Virrey, LP) (1980)
- Lo mejor de Los Belkings (Xendra Music S.R.L, CD) (1994)
- Instrumental Waves (1966 - 1973) (Nuevos Medios, CD) (2003)

### Sencillos & EPs
- Empujando Fuerte / Pipa de Paz (El Virrey, 1967)
- Negro es Negro / Tema para Jóvenes Enamorados (El Virrey, 1967)
- La Playa / El Guazon (El Virrey, 1967)
- El Amor Es Triste / Tesis Psicodélico (El Virrey, 1967)
- Bólido de Fuego / Hojas Muertas (El Virrey, 1968)
- Sétima Patrulla / Amor Imposible (El Virrey, 1968)
- Tal Como Tu Eres / Okinawa 2,000 (El Virrey, 1969)
- Los Belking's (EP) (El Virrey, 1969)
- Sendas de Amor / Sentimientos (El Virrey, 1970)
- Néctar de verano / Te Alcanzaré (con Kela Gates) (El Virrey, 1972)
- Sabata / Sinfonía para una Mañana (El Virrey, 1972)